# Italian Series of Poker 2016
Le Italian Series of Poker 2016 si sono tenute dal 13 al 23 maggio 2016 a Nova Gorica, in Slovenia, presso il casinò Perla. Si è trattata della 8ª edizione dei Campionati Italiani, che ha visto la partecipazione di 2596 partecipanti suddivisi in 26 tornei.
Il main event ha visto primeggiare Alexander Meoni sul regular Andrea Iocco..

## Edizione 7 - Main Event 2016

### Campionati Italiani 2016[3]
- Luogo: Casino Perla, Nova Gorica
- Buy-in: € 990
- Data: 20-23 maggio, 2016
- Partecipanti: 187 (20 re-entry)
- Montepremi: € 157,568
- Giocatori a premio: 20

| Tavolo finale | Tavolo finale      | Tavolo finale |
| Posizione     | Nome               | Premio        |
| ------------- | ------------------ | ------------- |
| 1             | Alexander Meoni    | € 45,000      |
| 2             | Andrea Iocco       | € 26,000      |
| 3             | Marcello Miniucchi | € 16,518      |
| 4             | Alberto Spinucci   | € 13,000      |
| 5             | Simone Oddo        | € 10,000      |
| 6             | Lorenc Puka        | € 8,000       |
| 7             | Davor Bojovich     | € 6,250       |
| 8             | Giovanni Maresca   | € 4,500       |